# Ischnia aurescens
Ischnia aurescens är en skalbaggsart som beskrevs av Stefan von Breuning 1969. Ischnia aurescens ingår i släktet Ischnia och familjen långhorningar. Inga underarter finns listade i Catalogue of Life.